# Euphorbia giessii
Euphorbia giessii är en törelväxtart som beskrevs av Leslie Larry Charles Leach. Euphorbia giessii ingår i släktet törlar, och familjen törelväxter.
Artens utbredningsområde är Namibia. Inga underarter finns listade i Catalogue of Life.